# Mexican America
Mexican America es un stable heel de lucha libre profesional que trabaja para la Total Nonstop Action Wrestling (TNA). El grupo está formado por los (Kayfabe) mexicanos Hernández, Anarquía, Rosita y Sarita, quienes luchan por la superioridad mexicana en Estados Unidos. Sus únicos logros son un reinado como Campeonas Femeninas en Parejas de la TNA de Sarita & Rosita y un reinado como Campeones Mundiales en Parejas de la TNA de Hernández y Anarquía.

## Carrera

### Total Nonstop Action Wrestling (2011–2012)
El stable se conformó el 4 de enero de 2011 cuando Rosita firmó un contrato con la TNA, debutando como la (Kayfabe) prima de Sarita, haciendo equipo con Madison Rayne & Tara para derrotar a The Beautiful People (Angelina Love & Velvet Sky), Winter & Mickie James. La siguiente semana Sarita & Rosita derrotaron a The Beautiful People, ganando una oportunidad por los Campeonatos Femeninos en Parejas de la TNA en el evento Victory Road y poco después, empezaron a acompañar a Hernández en su feudo contra Matt Morgan. En Victory Road derrotaron a Love & Winter, ganando así los títulos. En ese mismo evento, Hernández derrotó a Morgan en un First Blood match, combate en el cual intervino Anarquía, quien fue introducido la siguiente semana en el stable. Continuando su feudo con Morgan, él y Hernández se enfrentaron en LockDown, pero Hernández fue derrotado en un Steel Cage Match.
La siguiente semana, Anarquía se enfrentó a Chris Sabin en Impact!, a quien derrotó. Tras el combate, Mexican America empezó a atacarle, hasta que su compañero Alex Shelley hizo su regreso para salvarle. El 5 de mayo en Impact! celebraron la fiesta de 5 de mayo, donde atacaron al comentarista boricua Willie Urbina hasta que Ink Inc. (Jesse Neal & Shannon Moore) les salvaron. En Sacrifice ambas parejas se enfrentaron, ganando Mexican America. Tras esto, se quejaron por no obtener oportunidades titulares, por lo que el 14 de julio se enfrentaron en Impact Wrestling a The British Invasion (Douglas Williams & Magnus) por una oportunidad por el Campeonato Mundial en Parejas de la TNA de Beer Money, Inc., ganando después de una interferencia de Rosita. El 21 de julio, Sarita & Rosita perdieron los títulos ante Tara & Ms. Tessmacher. En Hardcore Justice, Sarita & Rosita intentaron recuperar el Campeonato Femenino en Parejas y Anarquía & Hernández intentaron ganar el Campeonato Mundial en Parejas, pero fueron derrotados. Sin embargo, dos semanas después, el 18 de agosto, Hernández & Anarquía obtuvieron otra oportunidad contra Beer Money, ganando los campeonatos. 
En Turning Point, Hernández, Anarquía y Sarita retuvieron los campeonatos frente a Ink Inc. Sin embargo, los perdieron la semana siguiente en Impact Wrestling ante Matt Morgan & Crimson. Una semana después intentaron recuperarlos, sin éxito.

## Campeonatos y logros
- Total Nonstop Action Wrestling

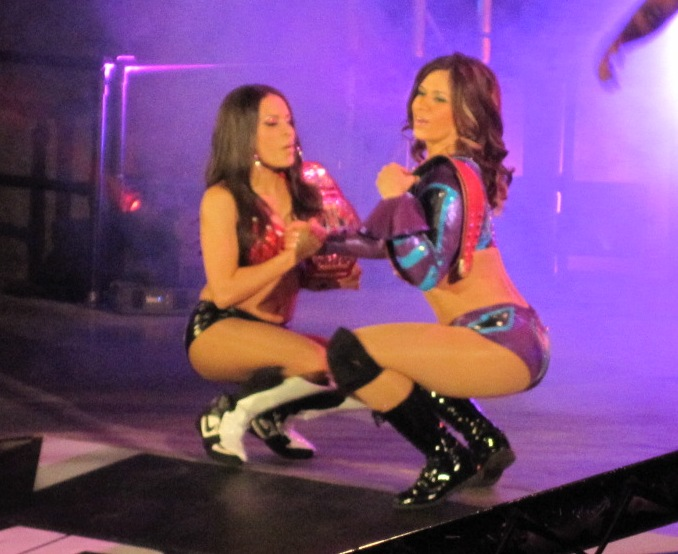
Rosita & Sarita como TNA Knockouts Tag Team Champions.

  - TNA Knockout Tag Team Championship (1 vez) - Sarita & Rosita.
  - TNA World Tag Team Championship (1 vez) - Hernández & Anarquía.